# Calamagrostis patagonica
Calamagrostis patagonica là một loài thực vật có hoa trong họ Hòa thảo. Loài này được (Speg.) Makloskie mô tả khoa học đầu tiên năm 1904.